# Sciomesa mesoscia
Sciomesa mesoscia là một loài bướm đêm trong họ Noctuidae.